# Dreifaltigkeitsberg
Dreifaltigkeitsberg (català: Muntanya de la Trinitat) és una muntanya de 987,9 metres al districte de Spaichingen, entre Tuttlingen i Rottweil, al costat de la jura de Suàbia. Al cim hi ha una església de pelegrinatge que porten els claretians.

## Història

### Prehistòria
Al Dreifaltigkeitsberg hi ha un conjunt de restes arquitectòniques format per diverses muralles seccionals i una fortificació. A partir de troballes com les muralles seccionals, es creu que l'assentament es remunta al Neolític i posteriorment a principis del període de La Tène (aprox. de mitjan segle V). segle a.C. BC). Aquesta muntanya també podria haver estat en ús durant la cultura dels camps d'urnes al segle IX a.C. Algunes altres troballes, tot i que insuficients per ser conclusives, apunten que hi hauria hagut un assentament durant l'edat del bronze i la cultura de Hallstatt o el període merovingi i la primera edat mitjana.

### Història

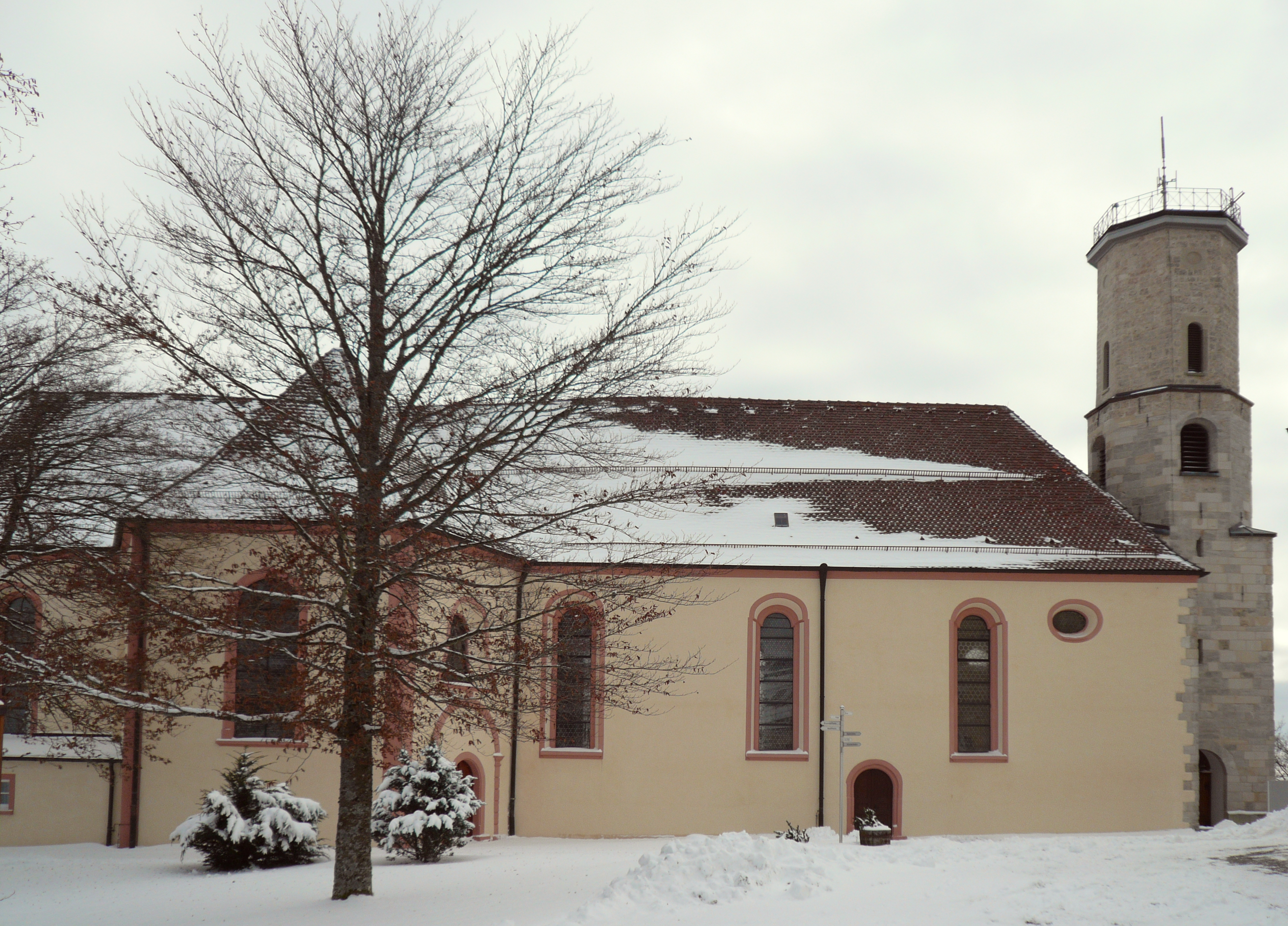
L'Església de la Trinitat

L'any 1415 el bisbe de Constança va construir una capella de pedra al cim. Li va posar el nom de la Santíssima Trinitat. L'any 1455 la capella fou oberta per l'arxiduc Albert VI. d'Àustria al monestir de St. Moriz zu Rottenburg-Ehingen. El 1461 es va fundar una confraria a Spaichingen, que va atreure cada cop més pelegrins.
El 26 de juliol de 1666 es va posar la primera pedra d'una església al lloc on hi havia la capella. Després de només set anys de construcció, l'església estava a punt i va ser inaugurada el 1673 pel bisbe Georg Sigmund de Constança. El mateix any, la muntanya, abans anomenada Baldenberg, va rebre el seu nom de Dreifaltigkeitsberg o Muntanya de la Trinitat. Hi va haver intents de fer un monestir l'any 1699, però van fracassar en aquell moment.
A causa de la immensa afluència de pelegrins, l'església es va ampliar entre 1761 i 1767 i l'interior va ser decorada per l'artista Joseph Anton Feuchtmayer. L'any 1874 es va reformar l'església.
El 12 de desembre de 1923 el Patronat de l'Església donà els terrenys i els edificis a la Congregació dels Fills de l'Immaculat Cor de Maria, els claretians. L'any 1924 es va fundar un monestir pels claretians. Des d'aleshores, els sacerdots s'han fet càrrec de la pastoral de les comunitats del voltant.
Després de Concili Vaticà II (1962-1965), es va construir una casa de noviciat per als candidats indis al sacerdoci. L'antiga casa comunitària es va reconvertir en un centre de joves en el qual es desenvolupen estades de colònies i activitats lúdiques supervisades per Càritas. En altres edificis hi ha un restaurant i diverses sales de meditació i contemplació.
Hi ha una exposició de pessebres des del 2005.

## Activitats
A més de la seva importància religiosa, la fita de la ciutat també juga un paper com a àrea d'esbarjo local. Un passeig per la muntanya pel camí de fàcil accés amb un desnivell d'uns 320 metres és un plaer habitual per a molts residents de Spaichingen. També hi ha nombroses rutes de senderisme i ciclisme, per exemple les 3 aprox A quilòmetres de distància Camp d'aviació de planadors de Klippeneck, per a activitats esportives. El club local d'ala delta també té un lloc de llançament per a estels i parapents .
La muntanya també és accessible a través de les dues rutes de senderisme amb certificació de qualitat Schwäbische-Alb-Nordrandweg (HW1), Heuberg-Allgäu-Weg i Donauberglandweg . Entre Klippeneck i el Dreifaltigkeitsberg es troba el refugi de Kreuzsteighütte.
Des de l'any 2007, cada any a principis de juliol es fa a la ruta una contrarellotge de muntanya per a ciclistes juntament amb una cursa de muntanya.